# Danaus eresimus
Danaus eresimus là một loài bướm thuộc chi Danaus, họ Bướm giáp. Loài này sinh sống ở Bắc Mỹ và Nam Mỹ. Chúng bay chậm và dễ bị tiếp cận nhưng chúng sẽ bay một khoảng cách khi bị tiếp cận quá gần.